# Kaffrine (região)
Kaffrine é uma das regiões que dividem o Senegal. Foi criada em 2008.

## Departamentos
A Região de Kaffrine está dividida em quatro departamentos:
- Birkilane
- Kaffrine
- Koungheul
- Malem Hoddar

## Demografia
| População da região de Kaffrine (2008–2015) | População da região de Kaffrine (2008–2015) | População da região de Kaffrine (2008–2015) | População da região de Kaffrine (2008–2015) | População da região de Kaffrine (2008–2015) | População da região de Kaffrine (2008–2015) | População da região de Kaffrine (2008–2015) | População da região de Kaffrine (2008–2015) |
| ------------------------------------------- | ------------------------------------------- | ------------------------------------------- | ------------------------------------------- | ------------------------------------------- | ------------------------------------------- | ------------------------------------------- | ------------------------------------------- |
| 2008                                        | 2009                                        | 2010                                        | 2011                                        | 2012                                        | 2013                                        | 2014                                        | 2015                                        |
| 526.442                                     | 540.733                                     | 558.041                                     | 572.735                                     | 589.418                                     | 605.460                                     | 621.760                                     | 638.299                                     |